# UEFA Euro 2000 (игра)
«UEFA Euro 2000» — компьютерная игра, официальный симулятор Чемпионата Европы по футболу 2000. Игра позволяет пройти весь чемпионат за одну из сборных по футболу, начиная c отборочных матчей и заканчивая финалом EURO 2000. Также в игре присутствует режим тренировки и товарищеских матчей. Игра разработана студией «Software Creations» и издана «Electronic Arts» 11 мая 2000 года на Sony PlayStation и ПК.

## Саундтрек
Игра содержит в себе следующий лицензионный саундтрек:

01. Paul Oakenfold — «The Hub» 

02. Paul Oakenfold — «Headcharge» 

03. Paul Oakenfold — «Tribe» 

04. Paul Oakenfold — «Hand of God» 

05. Paul Oakenfold — «Bunker» 

06. Paul Oakenfold — «Formula» 

07. Paul Oakenfold, E-Type — «Campione 2000» game version